# روئن وایت
روئن وایت (انگلیسی: Rohan Wight؛ زادهٔ ۳۰ ژانویهٔ ۱۹۹۷) دوچرخه‌سوار اهل استرالیا است.
وی در مسابقات کشوری و بین‌المللی در مجموع برندهٔ ۱ مدال طلا شده‌است.